# Andreas Schweigel
Andreas Schweigel (également Andreas Kaspar Schweigel, ou Schweigl), né le 30 novembre 1735 à Brno et mort le 24 mars 1812 dans la même ville, est un sculpteur allemand du margraviat de Moravie.

## Biographie
Andreas Schweigel est le fils d'un sculpteur de Brünn du nom d'Anton Schweigel (mort en 1761) qui lui apprend le métier. Il entre en 1754 à l'académie des beaux-arts de Vienne, où il a pour maîtres Matthäus Donner (1704–1756), Balthasar Ferdinand Moll et Jakob Christoph Schletterer. Il fait la connaissance à Vienne entre autres de Paul Troger dont il reçoit une certaine influence. 
De retour dans sa ville natale, il reprend l'atelier de son père. Il reçoit de nombreuses commandes d'églises, de monastères et d'autres institutions et se fait un grand renom en Moravie et en Silésie. Ses œuvres se trouvent dans presque toutes les églises de Brünn (aujourd'hui Brno en république tchèque). Il réalise des œuvres pour des églises de Wranau, Raigern, Nikolsburg, Kiritein, Dieditz, Pöltenberg, Buchlowitz, Gewitsch, Zwittau et Tobitschau. Il décore l'église de la chartreuse de Königsfeld. 
En 1764–1770, il réalise pour l'église de pèlerinage Notre-Dame-des-Douleurs près de Jägerndorf l'ancien maître-autel, dont deux statues se trouvent aujourd'hui au musée régional d'Opava (autrefois Troppau). Pour l'église paroissiale Sainte-Marie-Madeleine de Teschen, il sculpte en 1794 le maître-autel avec des statues de saint Pierre et de saint Paul à la commande du duc Albert de Saxe-Teschen.
Andreas Schweigel laisse aussi nombre de dessins et d'esquisses de ses sculptures, ainsi que des peintures. Son œuvre a été étudié par l'historien d'art E. Hawlik.

## Source de la traduction
- (de) Cet article est partiellement ou en totalité issu de l’article de Wikipédia en allemand intitulé « Andreas Schweigel » (voir la liste des auteurs).